# Galgóczy Judit
Galgóczy Judit (Budapest, 1953. december 12. –) magyar színházi rendező, dramaturg, egyetemi oktató.

## Életpályája
Szülei: Galgóczy László és Barát Ilona. 1974–1976 között a pécsi Zeneművészeti Főiskola Tanárképző Tagozatának hallgatója volt. 1976 óta a Színház- és Filmművészeti Főiskola korrepetitor tanára. 1979–1983 között a Színház- és Filmművészeti Főiskola dramaturg szakán tanult, 1983–1988 között elvégezte a színházrendező szakot is a Színház- és Filmművészeti Főiskolában Vámos László osztályában. 1988–1992 között a Miskolci Nemzeti Színház főrendezője volt. 1991-től 1996-ig a szegedi operatársulat művészeti vezetője. 1995-től a Bajazzo Art művészeti iroda ügyvezető igazgatója.

## Színházi rendezései
A Színházi Adattárban regisztrált bemutatóinak száma: 56.
| - Čapek: A végzetes szerelem játéka (1984) - Molière: Képzelt beteg (1985) - Mrożek: Emigránsok (1987) - Wolf Péter: Francia polonéz (1987) - Donizetti: A csengő (1987) - Nestroy: Szabaccság Mucsán (1988) - Csiky Gergely: A nagymama (1989) - O'Neill: Holt fény (1989) - Weöres Sándor: A holdbeli csónakos (1989) - Bizet: Carmen (1989, 1994, 1998) - Shakespeare: Macbeth (1990) - Shakespeare: A makrancos hölgy (1990) - Verdi: A trubadúr (1991, 1993, 2015-2016) - O'Neill: Utazás az éjszakába (1991) - Shakespeare: Othello (1991) - Mascagni: Parasztbecsület (1992, 1995, 2001) - Mozart: Figaro házassága (1992, 1997–1998, 2002, 2004) - Giordano: André Chénier (1993) - Spiró György: Csirkefej (1993) - Tutino: A nőstényfarkas (1994) - Stravinsky: Oedipus Rex (1994) - Leoncavallo: Bajazzók (1995) - Puccini: Angelica nővér (1996) - Verdi: A végzet hatalma (1996) - Offenbach: Hoffmann meséi (1996) | - Kreisler: Lola Blau (1997) - Beethoven: Fidelio (1998) - Huszka Jenő: Lili bárónő (1998) - Richard Strauss: Elektra (1999) - Verdi: Rigoletto (2000) - Szilágyi László: Én és a kisöcsém (2001) - Mozart: A varázsfuvola (2001) - Csehov: Cseresznyéskert (2003) - Duras: Oroszlánszáj (2004) - Brecht: Kurázsi mama és gyermekei (2004) - García Lorca: Bernarda Alba háza (2005) - Lindsay–Abaire: Örbe ügő (2005) - Maeterlinck: A kék madár (2006) - Barta Lajos: Szerelem (2006) - Poldini Ede: Csavargó és királylány (2007) - Bíró Kriszta: A Nyugat női (2014) - Verdi: Macbeth (2014) - Donizetti: Szerelmi bájital (2016) - Erkel Ferenc: Bánk bán (2016) - Kristóf Ágota: Az analfabéta (2016) - Lackfi János: Hinták (2017, Zsámbéki Színházi Bázis) - Nagyházi Márton: NemAkárki (2019, Zsámbéki Színházi Bázis) |

## Filmjei
- Ál' a bál (1996)
- A hallgatás angyala (2001)

Jelenleg  egy magyar szerző novellája alapján egy új magyar opera megírásának előkészítésén dolgozik. Novellákat ír és egy a Harmadik Birodalom és a korabeli zenés színház viszonyát feltáró munkája van előkészületben. 2012. július 10. és 2012. november 10. között amerikai tanulmányúton volt. A Seattle-i opera működését és a fiatal közönséghez való viszonyát vizsgálta.